# Прохоров, Илья Иосифович
Илья Иосифович Прохоров (10 [23] августа 1917, Зареченка, Енисейская губерния — 30 июля 1961, Зареченка, Красноярский край) — разведчик-наблюдатель батареи 120-мм миномётов 823 стрелкового полка (302 стрелковая дивизия, 60-я армия, 1-й Украинский фронт), сержант.

## Биография
Илья Иосифович Прохоров родился в крестьянской семье в селе Зареченка (ныне — в Тюхтетском районе Красноярского края). Получил начальное образование, работал в колхозе.
В 1938 году Тюхтетским райвоенкоматом Красноярского края был призван в ряды Красной армии. С 22 июня 1941 года на фронтах Великой Отечественной войны. Воевал на Центральном, Южном, Белорусском, 4-м и 1-м Украинском фронтах).
В бою у деревни Защебье Речицкого района Гомельской области 21 ноября 1943 года командир расчёта Прохоров, умело управляя миномётом, под непрерывным огнём противника вёл уничтожающий огонь по пехоте противника, давая возможность продвижения вперёд стрелковым подразделениям. Было уничтожено около 30 солдат и офицеров противника. Приказом по 140-й стрелковой дивизии от 18 декабря 1943 года он был награждён орденом Славы 3-й степени.
Приказом по 823-му стрелковому полку от 28 сентября 1944 года за мужество и героизм в боях против немецко-фашистских захватчиков разведчик-наблюдатель Прохоров был награждён медалью «За отвагу».

В наступательных боях 12—21 января 1945 года в районе города Буско-Здруй разведчик-наблюдатель Прохоров находился на наблюдательном пункте батареи, где вёл наблюдение за действиями противника и его огневыми точками. По его целеуказаниям батарея наносила точные удары по выявленным целям. 14 января, находясь в боевых порядках пехоты при отражении контратаки возле населённого пункты Колесы он огнём из своего автомата уничтожил свыше 10 солдат противника. Приказом по 60-й стрелковой дивизии от 7 февраля 1945 года он был награждён вторым орденом Славы 3-й степени. Указом Президиума Верховного Совета СССР от 31 марта 1956 года он был перенаграждён орденом Славы 1-й степени.
Командир отделения младший сержант Прохоров в бою за населённые пункты Судково, Блудов и Клопино в Оломоуцком крае 11 апреля 1945 года, невзирая на сильный огонь, скрытно подобрался к траншеям противника и гранатами и огнём из автомата подавил сопротивление противника и обеспечил продвижение вперёд своей роты. Приказом по 60-й армии от 10 июня 1945 года он был награждён орденом Славы 2-й степени.
В мае 1946 года старший сержант Прохоров был уволен в запас. Вернулся на родину. Жил в родном селе, работал в колхозе.
Скончался Илья Иосифович Прохоров 30 июля 1961 года.

## Память
- Его именем названа улица в Зареченке.